# Liuyang
Liuyang (浏阳市S, LiúyángP) è una città-contea della Cina, situata nella provincia di Hunan e amministrata dalla prefettura di Changsha.